# Canadian Open 2009 - Qualificazioni singolare femminile
Le qualificazioni del singolare femminile del Canadian Open 2009 sono state un torneo di tennis preliminare per accedere alla fase finale della manifestazione. I vincitori dell'ultimo turno sono entrati di diritto nel tabellone principale. In caso di ritiro di uno o più giocatori aventi diritto a questi sono subentrati i lucky loser, ossia i giocatori che hanno perso nell'ultimo turno ma che avevano una classifica più alta rispetto agli altri partecipanti che avevano comunque perso nel turno finale.
Le qualificazioni del torneo prevedevano 48 partecipanti di cui 12 sono entrati nel tabellone principale.

## Teste di serie
1. Anastasija Pavljučenkova (primo turno)
2. Gisela Dulko (ultimo turno)
3. Assente
4. Vera Duševina (primo turno)
5. Lucie Šafářová (Qualificata)
6. Roberta Vinci (Qualificata)
7. Magdaléna Rybáriková (Qualificata)
8. Anna-Lena Grönefeld (primo turno)
9. Marija Kirilenko (Qualificata)
10. Andrea Petković (ultimo turno)
11. Ioana Raluca Olaru (primo turno)
12. Yanina Wickmayer (Qualificata)

1. Lucie Hradecká (ultimo turno)
2. Tathiana Garbin (ultimo turno)
3. Jaroslava Švedova (Qualificata)
4. Urszula Radwańska (ultimo turno)
5. Julie Coin (Qualificata)
6. Sharon Fichman (primo turno)
7. Kateryna Bondarenko (Qualificata)
8. Petra Kvitová (ultimo turno)
9. Kristina Barrois (ultimo turno)
10. Monica Niculescu (Qualificata)
11. Sania Mirza (ultimo turno)
12. Anastasija Rodionova (primo turno)

## Qualificati
1. Heidi El Tabakh
2. Monica Niculescu
3. Jaroslava Švedova
4. Alla Kudrjavceva
5. Lucie Šafářová
6. Roberta Vinci

1. Magdaléna Rybáriková
2. Elena Baltacha
3. Marija Kirilenko
4. Julie Coin
5. Kateryna Bondarenko
6. Yanina Wickmayer

## Tabellone

### Legenda
| - Q = Qualificato - WC = Wild card - LL = Lucky loser | - ALT = Alternate - SE = Special Exempt - PR = Protected Ranking | - w/o = Walkover - r = Ritirato - d = Squalificato |

### Sezione 1
|  | Primo turno | Primo turno              | Primo turno | Primo turno | Primo turno |  |  | Ultimo turno | Ultimo turno    | Ultimo turno | Ultimo turno | Ultimo turno |  |
|  |             |                          |             |             |             |  |  |              |                 |              |              |              |  |
|  |             | Heidi El Tabakh          | 4           | 6           | 6           |  |  |              |                 |              |              |              |  |
|  | 1           | Anastasija Pavljučenkova | 6           | 1           | 2           |  |  |              | Heidi El Tabakh | 6            | 3            | 6            |  |
|  | 23          | Sania Mirza              | 2           | 6           | 6           |  |  | 23           | Sania Mirza     | 1            | 6            | 3            |  |
|  |             | Marie-Ève Pelletier      | 6           | 4           | 2           |  |  |              |                 |              |              |              |  |

### Sezione 2
|  | Primo turno | Primo turno      | Primo turno      | Primo turno | Primo turno |  |  | Ultimo turno | Ultimo turno     | Ultimo turno | Ultimo turno | Ultimo turno |  |
|  |             |                  |                  |             |             |  |  |              |                  |              |              |              |  |
|  | 2           | Gisela Dulko     | Gisela Dulko     | 6           | 6           |  |  |              |                  |              |              |              |  |
|  |             | Tristen Z. Dewar | Tristen Z. Dewar | 1           | 0           |  |  | 2            | Gisela Dulko     | 6            | 1            | 3            |  |
|  | 22          | Monica Niculescu | 6                | 2           | 6           |  |  | 22           | Monica Niculescu | 2            | 6            | 6            |  |
|  |             | Vania King       | 1                | 6           | 3           |  |  |              |                  |              |              |              |  |

### Sezione 3
|  | Primo turno           | Primo turno           | Primo turno        | Primo turno | Primo turno |  |  | Ultimo turno | Ultimo turno      | Ultimo turno      | Ultimo turno | Ultimo turno |  |
|  |                       |                       |                    |             |             |  |  |              |                   |                   |              |              |  |
|  | Ekaterina Byčkova     | Ekaterina Byčkova     | 0                  | 6           | 6           |  |  |              |                   |                   |              |              |  |
|  | Bethanie Mattek-Sands | Bethanie Mattek-Sands | 6                  | 4           | 2           |  |  |              | Ekaterina Byčkova | Ekaterina Byčkova | 1            | 4            |  |
|  | 15                    | Jaroslava Švedova     | Jaroslava Švedova  | 7           | 6           |  |  | 15           | Jaroslava Švedova | Jaroslava Švedova | 6            | 6            |  |
|  |                       | Akgul Amanmuradova    | Akgul Amanmuradova | 6           | 3           |  |  |              |                   |                   |              |              |  |

### Sezione 4
|  | Primo turno | Primo turno      | Primo turno | Primo turno | Primo turno |  |  | Ultimo turno | Ultimo turno     | Ultimo turno     | Ultimo turno | Ultimo turno |  |
|  |             |                  |             |             |             |  |  |              |                  |                  |              |              |  |
|  |             | Alla Kudrjavceva | 2           | 6           | 6           |  |  |              |                  |                  |              |              |  |
|  | 4           | Vera Duševina    | 6           | 2           | 2           |  |  |              | Alla Kudrjavceva | Alla Kudrjavceva | 6            | 6            |  |
|  | 14          | Tathiana Garbin  | 6           | 65          | 6           |  |  | 14           | Tathiana Garbin  | Tathiana Garbin  | 2            | 2            |  |
|  |             | Camille Pin      | 3           | 7           | 4           |  |  |              |                  |                  |              |              |  |

### Sezione 5
|  | Primo turno | Primo turno            | Primo turno            | Primo turno | Primo turno |  |  | Ultimo turno | Ultimo turno      | Ultimo turno | Ultimo turno | Ultimo turno |  |
|  |             |                        |                        |             |             |  |  |              |                   |              |              |              |  |
|  | 5           | Lucie Šafářová         | Lucie Šafářová         | 6           | 6           |  |  |              |                   |              |              |              |  |
|  |             | Marija Korytceva       | Marija Korytceva       | 2           | 4           |  |  | 5            | Lucie Šafářová    | 6            | 2            | 7            |  |
|  | 16          | Urszula Radwańska      | Urszula Radwańska      | 6           | 6           |  |  | 16           | Urszula Radwańska | 2            | 6            | 62           |  |
|  |             | Arantxa Parra-Santonja | Arantxa Parra-Santonja | 2           | 4           |  |  |              |                   |              |              |              |  |

### Sezione 6
|  | Primo turno | Primo turno        | Primo turno       | Primo turno | Primo turno |  |  | Ultimo turno | Ultimo turno   | Ultimo turno   | Ultimo turno | Ultimo turno |  |
|  |             |                    |                   |             |             |  |  |              |                |                |              |              |  |
|  | 6           | Roberta Vinci      | Roberta Vinci     | 6           | 6           |  |  |              |                |                |              |              |  |
|  |             | Galina Voskoboeva  | Galina Voskoboeva | 4           | 4           |  |  | 6            | Roberta Vinci  | Roberta Vinci  | 6            | 6            |  |
|  | 13          | Lucie Hradecká     | 6                 | 2           | 7           |  |  | 13           | Lucie Hradecká | Lucie Hradecká | 4            | 2            |  |
|  |             | Viktorija Kutuzova | 3                 | 6           | 62          |  |  |              |                |                |              |              |  |

### Sezione 7
|  | Primo turno | Primo turno          | Primo turno          | Primo turno | Primo turno |  |  | Ultimo turno | Ultimo turno         | Ultimo turno         | Ultimo turno | Ultimo turno |  |
|  |             |                      |                      |             |             |  |  |              |                      |                      |              |              |  |
|  | 7           | Magdaléna Rybáriková | 5                    | 6           | 1           |  |  |              |                      |                      |              |              |  |
|  |             | Laura Granville      | 7                    | 2           | 0r          |  |  | 7            | Magdaléna Rybáriková | Magdaléna Rybáriková | 6            | 6            |  |
|  |             | Anastasija Rodionova | Anastasija Rodionova | 6           | 6           |  |  |              | Anastasija Rodionova | Anastasija Rodionova | 3            | 1            |  |
|  | 24          | Alexandra Dulgheru   | Alexandra Dulgheru   | 0           | 4           |  |  |              |                      |                      |              |              |  |

### Sezione 8
|  | Primo turno | Primo turno         | Primo turno | Primo turno | Primo turno |  |  | Ultimo turno | Ultimo turno     | Ultimo turno     | Ultimo turno | Ultimo turno |  |
|  |             |                     |             |             |             |  |  |              |                  |                  |              |              |  |
|  |             | Elena Baltacha      | 2           | 7           | 6           |  |  |              |                  |                  |              |              |  |
|  | 8           | Anna-Lena Grönefeld | 6           | 5           | 3           |  |  |              | Elena Baltacha   | Elena Baltacha   | 7            | 6            |  |
|  | 21          | Kristina Barrois    | 6           | 5           | 6           |  |  | 21           | Kristina Barrois | Kristina Barrois | 68           | 2            |  |
|  |             | Rebecca Marino      | 1           | 7           | 4           |  |  |              |                  |                  |              |              |  |

### Sezione 9
|  | Primo turno | Primo turno               | Primo turno               | Primo turno | Primo turno |  |  | Ultimo turno | Ultimo turno     | Ultimo turno     | Ultimo turno | Ultimo turno |  |
|  |             |                           |                           |             |             |  |  |              |                  |                  |              |              |  |
|  | 9           | Marija Kirilenko          | Marija Kirilenko          | 6           | 6           |  |  |              |                  |                  |              |              |  |
|  |             | Tatjana Maria             | Tatjana Maria             | 3           | 4           |  |  | 9            | Marija Kirilenko | Marija Kirilenko | 6            | 6            |  |
|  | 20          | Petra Kvitová             | Petra Kvitová             | 6           | 6           |  |  | 20           | Petra Kvitová    | Petra Kvitová    | 1            | 0            |  |
|  |             | Michelle Larcher De Brito | Michelle Larcher De Brito | 3           | 4           |  |  |              |                  |                  |              |              |  |

### Sezione 10
|  | Primo turno | Primo turno       | Primo turno       | Primo turno | Primo turno |  |  | Ultimo turno | Ultimo turno    | Ultimo turno | Ultimo turno | Ultimo turno |  |
|  |             |                   |                   |             |             |  |  |              |                 |              |              |              |  |
|  | 10          | Andrea Petković   | Andrea Petković   | 6           | 6           |  |  |              |                 |              |              |              |  |
|  |             | Julia Schruff     | Julia Schruff     | 2           | 3           |  |  | 10           | Andrea Petković | 68           | 6            | 65           |  |
|  | 17          | Julie Coin        | Julie Coin        | 6           | 6           |  |  | 17           | Julie Coin      | 7            | 3            | 7            |  |
|  |             | Maša Zec Peškirič | Maša Zec Peškirič | 2           | 4           |  |  |              |                 |              |              |              |  |

### Sezione 11
|  | Primo turno | Primo turno         | Primo turno         | Primo turno | Primo turno |  |  | Ultimo turno | Ultimo turno        | Ultimo turno        | Ultimo turno | Ultimo turno |  |
|  |             |                     |                     |             |             |  |  |              |                     |                     |              |              |  |
|  |             | Alberta Brianti     | Alberta Brianti     | 7           | 6           |  |  |              |                     |                     |              |              |  |
|  | 11          | Ioana Raluca Olaru  | Ioana Raluca Olaru  | 68          | 1           |  |  |              | Alberta Brianti     | Alberta Brianti     | 64           | 1            |  |
|  | 19          | Kateryna Bondarenko | Kateryna Bondarenko | 6           | 6           |  |  | 19           | Kateryna Bondarenko | Kateryna Bondarenko | 7            | 6            |  |
|  |             | Eugenie Bouchard    | Eugenie Bouchard    | 2           | 0           |  |  |              |                     |                     |              |              |  |

### Sezione 12
|  | Primo turno | Primo turno      | Primo turno      | Primo turno | Primo turno |  |  | Ultimo turno | Ultimo turno     | Ultimo turno     | Ultimo turno | Ultimo turno |  |
|  |             |                  |                  |             |             |  |  |              |                  |                  |              |              |  |
|  | 12          | Yanina Wickmayer | Yanina Wickmayer | 6           | 6           |  |  |              |                  |                  |              |              |  |
|  |             | Stefanie Vögele  | Stefanie Vögele  | 2           | 4           |  |  | 12           | Yanina Wickmayer | Yanina Wickmayer | 6            | 6            |  |
|  |             | Sharon Fichman   | 7                | 5           | 4           |  |  |              | Sharon Fichman   | Sharon Fichman   | 3            | 2            |  |
|  | 18          | Ayumi Morita     | 62               | 7           | 2r          |  |  |              |                  |                  |              |              |  |